# Mareike Eisenstein
Mareike Eisenstein (* 11. August 1969 in Elmshorn) ist eine deutsche Fernsehmoderatorin und Schauspielerin.

## Leben
Bevor Eisenstein Schauspielerin und Moderatorin wurde, arbeitete sie zunächst als Redakteurin und Casterin. Als Schauspielerin war sie u. a. in Axel, Die Wache, Unter Uns, Verbotene Liebe, Alarm für Cobra 11, SK Kölsch, Alles was zählt zu sehen.
Seit 2013 ist sie Mitglied des Schauspielensembles des Satire-Magazins Postillon24 bzw. Der Postillon (u. a. NDR). Von Mai 2007 bis Dezember 2016 spielte sie die Hauptkommissarin Maria Koch in der RTL-Serie Alles was zählt. Ab 2019 war Eisenstein in einer durchgehenden Nebenrolle (Doris Fitz) bei der RTL-Krimi-Seifenoper Herz über Kopf zu sehen.
Sie moderierte die Call-TV-Spielshows Paradies und People bei Neun Live und andere Formate bei RTL II, Traumpartner TV sowie auch bei Shopping-Sendern, wie Sonnenklar TV, Der Schmuckkanal und QVC. Seit August 2023 ist sie als Moderatorin und Presenterin beim Homeshopping-Sender Shop LC tätig.
Sie entwickelte und schrieb das Hörspiel „Günni der Pinguin“, speziell für Kinder, die längere Krankenhausaufenthalte überstehen müssen, und ist als Sprecherin u. a. für Dokumentationen und Hörbücher tätig.
Mareike Eisenstein ist seit dem 10. Oktober 2010 mit dem Schauspieler Sam Eisenstein verheiratet.